# Othinosmia namana
Othinosmia namana är en biart som först beskrevs av Embrik Strand 1912.  Othinosmia namana ingår i släktet Othinosmia och familjen buksamlarbin. Inga underarter finns listade i Catalogue of Life.